# 吳逢聖
吳逢聖（1735年—1804年），字眉爽，號鐵儂，安徽桐城人，清朝政治人物，舉人出身。

## 生平
乾隆二十五年（1760年）中庚辰恩科舉人。嘉庆三年（1798年）接替伍灵阿任延平府知府一职，嘉庆四年（1799年）由广善接任。同年，前往台灣任台灣府知府。他於任內最大功績為整頓獄政。